# Aerarium militare
Aerarium militare byla vojenská pokladna zřízená Augustem roku 6 n. l., z které byly hrazeny náklady na zaopatření římských vojáků řádně propuštěných ze služby. Zdrojem příjmů byly nově zavedené daně, a chod pokladny měli na starost tři prefekti.

## Historie
Historik Suetonius pokládal aerarium militare za prospěšnou instituci pomáhající chudším vysloužilým vojákům, kteří by jinak mohli mít sklony k podporování protistátních hnutí a  vyvolávání nepokojů. Postupná profesionalizace armády v době římské republiky vytvořila nový problém související s ekonomickým zaopatřením veteránů, jelikož v dřívějších dobách mužští občané sloužili v armádě pouze krátkodobě při sezónních taženích nebo se účastnili jednotlivých bitev, a poté se vrátili ke svému běžnému zaměstnání. V období konce republiky byla veteránům poskytována půda na dobytém území nebo v Itálii (tzv. ager publicus), z které však plynuly zisky patriciům; přerozdělování těchto pozemků za Mariovy a Pompeiovy vlády bylo doprovázeno velkou kritikou římské elity, která v něm viděla populistickou politiku získávající přízeň nižších vrstev společnosti. Státem podporované dávky vysloužilcům nahradily původní přerozdělování půdy a byly lépe přijímány vyššími vrstvami, které si ale přesto stěžovaly na zavedení nových daní.
Augustus v autobiografii Res Gestae označil aerarium militare za jeden ze svých úspěchů. Při debatě v Senátu ohledně zavedení dávek pro veterány Augustus uvedl svůj záměr zaopatřit vojenský personál od jeho vstupu do služby až po jeho odchod do výslužby.
Voják po skončení služby získal jednorázové praemium nebo  honesta missio (po odsloužení šestnácti let v pretoriánské gardě nebo dvaceti let v armádě). Na konci Augustovy vlády činila dávka pro pretoriány 20 000 sesterciů a legionáře 12 000. Praemium zůstalo stabilní až do doby císaře Caracally, který jej pro legionáře zvýšil na částku 20 000 sesterciů a vyšší.
Pokud státní pokladna nedisponovala potřebnými finančními prostředky, mohl se císař vyhnout placení penzí svévolným prodloužením délky vojenské služby.
Vojenská pokladna fungovala až do 3. století.

### Financování
V roce 6 n. l. zřídil Augustus aerarium militare zahrnující částku 170 milionů sestercií, pocházejících z jeho vlastních peněz a z dobrovolných příspěvků panovníků klientských států a klientských měst. Částka byla nedostatečná, a poté, co si od senátorů vyžádal návrhy na zvýšení příjmů (které všechny zamítl) nakonec Augustus prosadil dědickou daň (vicesima hereditatium) ve výši 5 procent. Dědictví zanechané členům nejbližší rodiny zesnulého bylo od daně osvobozeno, stejně jako majetek nepřekračující určitou cenu.
Dalším zdrojem příjmů pro aerarium militare byla daň z obratu (centesima rerum venalium) ve výši 1 procenta, uvalená na zboží prodané v dražbě nebo kupní smlouvou.

### Správa
Vojenská pokladna se v době vlády císaře Nerona nacházela na Kapitolu. Není jasné, zda se jednalo o skutečnou pokladnu s penězi přivezenými do hlavního města při placení daní, nebo  o řídící kancelář.
Pokladnu spravovali tři prefekti (praefecti aerarii militaris), bývalí praetoři, kteří byli vybráni losem na tříleté období; později, možná už za Claudiovy vlády, byli jmenováni císařem, jako například Plinius mladší, jenž byl jmenován Domitiánem. Přesné povinnosti prefektů jsou nejasné – nebyli pověřeni výběrem daní a zřejmě měli na starost řízení chodu aerarium militare. Každému prefektovi byli původně přiděleni dva liktoři a další zaměstnanci, ale císařem jmenovaní prefekti žádné liktory neměli.